# 戈羅季謝 (馬爾基夫卡區)
49°25′51″N 39°15′2″E / 49.43083°N 39.25056°E
霍羅迪謝（烏克蘭語：Городище）是位於烏克蘭東部的村莊，由盧甘斯克州舊比利斯克區的馬爾基夫卡市鎮負責管轄。該村始建於1920年，面積1.35平方公里，海拔高度162米，2001年人口130，人口密度每平方公里96.4人。